# Jak tropikalna rybka tęskniąca za śniegiem
Jak tropikalna rybka tęskniąca za śniegiem (jap. 熱帯魚は雪に焦がれる Nettaigyo wa yuki ni kogareru) – manga autorstwa Makoto Hagino, wydawana w czasopiśmie „Dengeki Maoh” wydawnictwa ASCII Media Works od czerwca 2017 do marca 2021. Całość została zebrana w 9 tomach.

## Publikacja serii
Pierwszy rozdział ukazał się 27 czerwca 2017 w czasopiśmie „Dengeki Maoh” wydawnictwa ASCII Media Works. Wszystkie rozdziały zostały potem zebrane do 9 tankōbonów, wydawanych od 27 grudnia 2017 do 25 czerwca 2021.
22 grudnia 2020 za pośrednictwem serwisu Twitter Makoto Hagino podał do wiadomości, że manga zakończy się na 9. tomie. Z kolei 28 lutego 2021 ogłoszono, że ostatni rozdział mangi ukaże się 27 marca (w numerze 5/2021).
Polskie wydanie zostało oficjalnie zapowiedziane 17 kwietnia 2020 przez Studio JG. Pierwszy tom trafił do sprzedaży 27 kwietnia tego samego roku, ostatni zaś 4 marca 2022.
| Nr | Język japoński   | Język japoński         | Język polski      | Język polski           |
| Nr | Data wydania     | ISBN                   | Data wydania      | ISBN                   |
| -- | ---------------- | ---------------------- | ----------------- | ---------------------- |
| 1  | 27 grudnia 2017  | ISBN 978-4-04-893470-1 | 27 kwietnia 2020  | ISBN 978-83-8001-565-4 |
| 2  | 27 kwietnia 2018 | ISBN 978-4-04-893722-1 | 17 lipca 2020     | ISBN 978-83-8001-596-8 |
| 3  | 25 sierpnia 2018 | ISBN 978-4-04-912087-5 | 20 września 2020  | ISBN 978-83-8001-617-0 |
| 4  | 25 stycznia 2019 | ISBN 978-4-04-912297-8 | 30 listopada 2020 | ISBN 978-83-8001-657-6 |
| 5  | 27 czerwca 2019  | ISBN 978-4-04-912591-7 | 30 stycznia 2021  | ISBN 978-83-8001-694-1 |
| 6  | 27 grudnia 2019  | ISBN 978-4-04-912931-1 | 29 marca 2021     | ISBN 978-83-8001-713-9 |
| 7  | 26 czerwca 2020  | ISBN 978-4-04-913171-0 | 28 maja 2021      | ISBN 978-83-8001-742-9 |
| 8  | 26 grudnia 2020  | ISBN 978-4-04-913593-0 | 28 lipca 2021     | ISBN 978-83-8001-776-4 |
| 9  | 25 czerwca 2021  | ISBN 978-4-04-913874-0 | 4 marca 2022      | ISBN 978-83-8001-895-2 |